# Takaaki Kajita
Takaaki Kajita (梶田 隆章?, Kajita Takaaki; Higashimatsuyama, 9 marzo 1959) è un fisico giapponese, vincitore del Premio Nobel per la Fisica nel 2015, insieme al canadese Arthur McDonald «per la scoperta delle oscillazioni del neutrino che mostrano che il neutrino ha massa».

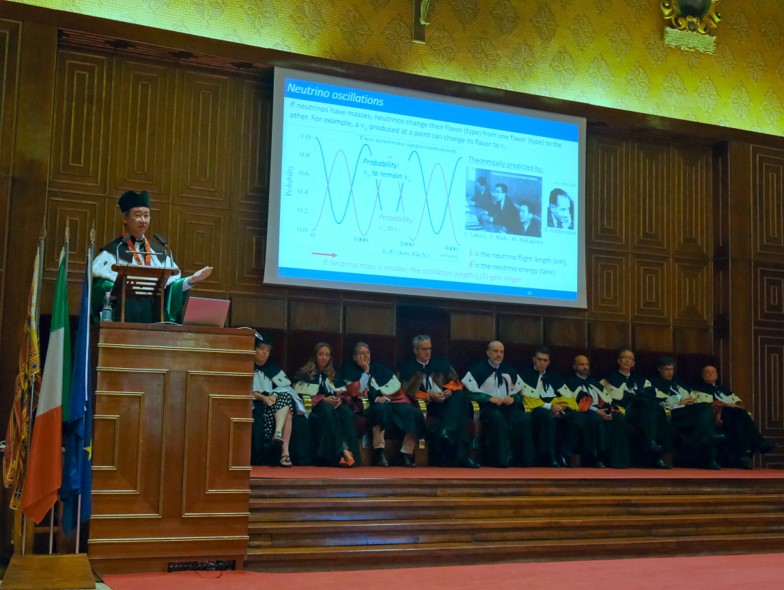
Honoris Laurea a T.Kajita, Padova, 2016

Takaaki Kajita attualmente è Special University Professor all'Università di Tokyo, è stato Direttore del  Cosmic Ray Research (ICRR) dell'Università di Tokyo fra il 2008 e il 2022. Attualmente è  Presidente dello Science Council of Japan.
T. Kajita ha ricevuto il suo Ph.D. dall'Università di Tokyo, School of Science nel1986. Ha condotto ricerche negli esperimenti Kamiokande,  Super-Kamiokande, T2K e Hyper-Kamiokande.
A settembre 2016 gli viene conferita la laurea honoris causa in fisica dell'Università degli Studi di Padova e nel gennaio 2017 gli viene conferita anche dall' Università 'Federico II' di Napoli. Il 13 febbraio 2017 viene insignito di un'ulteriore laurea honoris causa, questa volta presso l'Università degli Studi di Perugia, presso cui ha tenuto una Lectio Magistralis dal titolo "Le onde gravitazionali e la nuova astrofisica".

## Riconoscimenti

### Premi
- 1987 – Asahi Prize come membro di Kamiokande (Rappresentante – Masatoshi Koshiba)
- 1989 – Bruno Rossi Prize assieme agli altri membri della collaborazione Kamiokande
- 1998 – Asahi Prize come membro di Super-Kamiokande (Rappresentante – Yoji Totsuka)
- 1999 – Nishina Memorial Prize
- 2002 – Panofsky Prize for l'evidenza sperimenta delle oscillazioni di neutrini utilizzando i neutrini atmosferici
- 2010 – Yoji Totsuka Award
- 2012 – Japan Academy Prize per "Discovery of Atmospheric Neutrino Oscillations"
- 2013 – Julius Wess Award per il suo "significant role in the Discovery of Atmospheric Neutrino Oscillations with the Super-KAMIOKANDE Experiment."
- 2015 – Nobel Prize in Physics assieme a Arthur B. McDonald per la scoperta delle oscillazioni del neutrino, che dimostra che il neutrino ha massa.
- 2016 – Breakthrough Prize in Fundamental Physics

### Onori
- 2015 – Order of Culture, Person of Cultural Merit
- 2016 – Doctorate in Science (DSc), Aligarh Muslim University, India
- 2016 – Laurea Honoris Causa in Fisica, University of Padua
- 2016 – Honoris Causa Degree, Higher University of San Andrés, La Paz, Bolivia.
- 2017 – Laurea Honoris Causa in Fisica, University of Naples Federico II
- 2017 – Laurea Honoris Causa in Fisica, University of Bern
- 2017 – Laurea Honoris Causa in Fisica, University of Perugia